# Schweppenhausen
Schweppenhausen est une municipalité allemande située dans le land de Rhénanie-Palatinat et l'arrondissement de Bad Kreuznach.